# Littorelletea uniflorae
La Littorelletea uniflorae è una biocenosi delle acque stagnanti, da oligotrofiche (cioè povere di componenti nutrizionali) a mesotrofiche.
È caratterizzata da una vegetazione perenne che vive sulle rive di laghi e stagni.
È spesso unita alla Isoëto-Nanojuncetea.

## Specie
Le specie caratteristiche sono:
- Littorella uniflora
- Luronium natans
- Potamogeton polygonifolius
- Pilularia globulifera
- Juncus bulbosus (ssp. bulbosus)
- Eleocharis acicularis
- Sparganium minimum